# Trogon de clatell roig
El trogon de clatell roig (Harpactes kasumba) és una espècie d'ocell de la família dels trogònids (Trogonidae) que habita els boscos de la Península Malaia, Sumatra i Borneo.